# Política sexual
Política sexual (en inglés: Sexual Politics) es una obra publicada en 1970 por Kate Millett basada en su tesis doctoral, leída en la Universidad de Oxford, en 1969. Se trata de la obra más reconocida de Millett y una de las más importantes para entender la llamada segunda ola del feminismo.

## Resumen

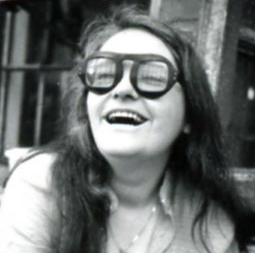
Kate Millet en 1970

Política sexual se divide en tres partes: la primera gira en torno a la afirmación de Millett de que el sexo reviste un carácter político que suele pasar inadvertido la mayoría de las veces. La segunda parte es eminentemente histórica y su objetivo es aclarar la transformación de las relaciones sexuales tradicionales, experimentada a finales del siglo XIX y principios del XX. En la tercera parte, Millett se centra en las consideraciones literarias estudiando la obra de autores representativos de esa época.
Millett explica que la sexualidad tiene un aspecto político a menudo tenido poco en cuenta y se interesa por el modo en el que el sistema patriarcal influye en las relaciones sexuales, analizando las novelas de D. H. Lawrence, Henry Miller y Norman Mailer.  Millett sostiene que estos autores consideran la sexualidad y hablan de ella en sus obras de manera patriarcal y sexista. En contraposición, aplaude los textos de Jean Genet, autor homosexual. También estudia a otros autores como Sigmund Freud, George Meredith, John Ruskin y John Stuart Mill.

## Recepción
Política sexual se ha convertido en una obra clásica del feminismo y es considerado «el primer libro de crítica literaria feminista académica»  además de ser «uno de los primeros libros feministas en suscitar la cólera masculina en toda la nación» junto a La mística de la feminidad de Betty Friedan y la obra de Germaine Greer, La mujer eunuco.
Aunque con el paso de los años su protagonismo haya disminuido, Política sexual se mantiene como una importante referencia para la segunda ola feminista de los años 1970. Norman Mailer, cuyos textos, y principalmente su novela An American Dream publicada en 1965, fueron criticados por Millett, escribió el artículo The Prisoner of Sex en el Harper's Magazine en el cual defiende a Miller y Lawrence ampliado en el libro con el mismo nombre.
Según el historiador Richard Webster en su obra Why Freud Was Wrong publicada en 1995, Millett está inspirada por Simone de Beauvoir, autora de El segundo sexo, cuando analiza el psicoanálisis como reaccionario. Por el contrario, la psicoanalista Juliet Mitchell explica que Millet, como muchas feministas, ha leído mal a Freud y no ha comprendido las implicaciones del psicoanálisis para el feminismo. La crítica literaria Camille Paglia define Política sexual como un «libro atroz» que «reduce el complejo trabajo artístico a su contenido político». Lo acusa de estar en el origen de lo que ella considera un exceso de los estudios feministas sobre todo en los ataques contra un supuesto sexismo de los autores occidentales.
La editorial Doubleday afirmó que Política sexual es un de los diez libros más importantes que ha publicado durante sus cientos de años de existencia y lo ha incluido en su antología de aniversario.

## Análisis de la obra de Henry Miller
Ana de Miguel, filósofa feminista, y Laura García Favaro, en su análisis sobre la pornografía destacan la aportación del análisis que realiza Millet en Política sexual acerca de la obra de Henry Miller, reconocido socialmente como uno de los portavoces de la llamada «revolución sexual», diseccionando la nueva normativa sexual planteada a través de la literatura.
Para Millett las propuestas del escritor no son revolucionarias pero sí novedosas porque expresan de forma clara y precisa el desprecio y la violencia con que la mujer y su sexualidad son tratadas en la sociedad. En los tiempos modernos que corren, ya no es posible legitimar la desigualdad en términos de la inferioridad intelectual o moral de las mujeres. Miller marca la diferencia y la desigualdad mediante las descripciones de la vida sexual entre hombres y mujeres.
El protagonista tipo de las novelas de Miller, su alter ego, es un varón depredador sexual pero ¡ojo! también un maravilloso canalla, artista y bohemio, antiburgués. Sus obras nos ofrecen una renovada imagen de las mujeres como seres pasivos, manipulables y siempre complacientes. Su fin es resaltar la superioridad masculina, el dominio de sí mismo y de las mujeres de este nuevo viejo modelo de masculinidad. Las mujeres que Miller va encontrando y follando para pasar el día—un día sin un buen polvo gratis y “arrancado” a ese género tonto y baboso que son las mujeres es un día desperdiciado (...) Las mujeres de sus novelas, en general, no es que no tengan proyecto de vida, es que no tienen nada que hacer salvo esperar que el protagonista llegue a menearlas un poco de su vegetativo estado vital. En general están medio tumbadas, adormiladas o borrachas cuando van a ser sorprendidas por el admirado “hombre nuevo” que sí llega con un proyecto verdaderamente humano: conseguir “un coito verdaderamente impersonal” señalan Ana de Miguel y Laura García Favaro.

## Ediciones en español
- Política sexual. Ciudad de México: Aguilar, 1975.
- Política sexual. Madrid: Cátedra, 1995, 2010.